# Eucereon rufidorsalis
Eucereon rufidorsalis är en fjärilsart som beskrevs av Rothschild 1912. Eucereon rufidorsalis ingår i släktet Eucereon och familjen björnspinnare. Inga underarter finns listade i Catalogue of Life.